# What I Am
What I Am is een nummer van de Amerikaanse band Edie Brickell & New Bohemians uit 1989. Het is de eerste single van hun debuutalbum Shooting Rubberbands at the Stars.
Het nummer, dat gaat over vooral je eigen leven leven, kent een vrij simpele tekst, waarover Brickell zei: "We moeten het allemaal niet te moeilijk maken, soms gebruiken mensen zulke ingewikkelde zinnen en woorden, terwijl het vaak beter is om het simpel te houden". "What I Am" werd vooral in Noord-Amerika een grote hit. Het bereikte de 7e positie in de Amerikaanse Billboard Hot 100. Hoewel het nummer in het Nederlandse taalgebied nooit een hitlijst heeft bereikt, werd het er toch een radiohit en is het, samen met Circle, het bekendste nummer van Brickell. 
In 2021 zei Brickell het nummer nog steeds niet zat te zijn. "Door dit nummer kan ik de wereld zien, mijn dromen verwezenlijken en voor mijn familie zorgen", aldus Brickell.